# سیارک ۶۸۰۵
سیارک ۶۸۰۵ (به انگلیسی: 6805 Abstracta، نامگذاری:4600P-L) شش هزار و هشتصد و پنجمین سیارک کشف شده‌است که در ۲۴ سپتامبر ۱۹۶۰ کشف شد.
قدر مطلق سیارک برابر ۱۳٫۰۰ است.